# Bush Barrow
Bush Barrow è un sito britannico della prima Età del Bronzo (2000 a.C. circa), ascrivibile alla cultura del Wessex, situato all'estremità occidentale della necropoli di Normanton Down Barrows. È tra i più importanti siti del complesso di Stonehenge, avendo prodotto alcuni dei più spettacolari corredi funerari mai scoperti in Gran Bretagna. Fu scavato nel 1808 da William Cunnington per Sir Richard Colt Hoare. I reperti, tra cui figurano oggetti d'oro lavorato, sono esposti al Wiltshire Museum di Devizes.

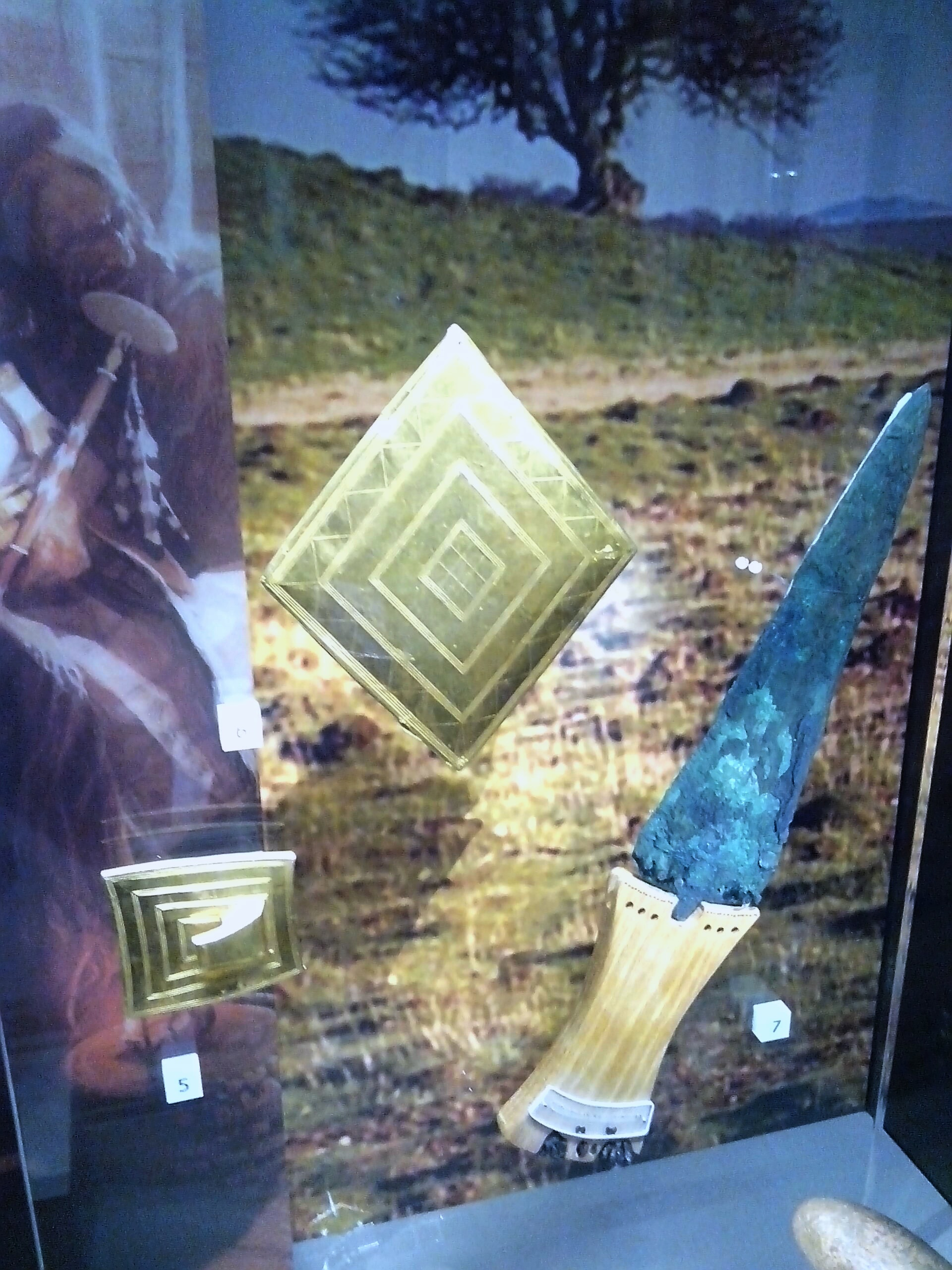
Losanga e fibbia in oro e pugnale in rame facenti parte del corredo.

## Descrizione
Bush Barrow si trova a circa 1 km a sud-ovest di Stonehenge e fa parte del cimitero di Normanton Down Barrows. Il tumulo attualmente è alto 3,3 metri e misura 10,5 metri di diametro.
Il tumulo conteneva i resti di un uomo, presumibilmente un capo tribù, sepolto tra il 1900 e il 1700 a.C. circa. Il corredo funebre, eccezionalmente ricco, comprendeva una losanga in oro, una fibbia in oro, tre pugnali in rame, un'ascia in bronzo e una mazza in pietra.